# ? Nycticebus linglom
Nycticebus linglom é um fóssil primata da subordem Strepsirrhini que viveu durante o Mioceno no território que atualmente corresponde à Tailândia. Conhecido a partir de um único dente, um terceiro molar superior, acredita-se ser parente do Nycticebus, embora não haja material suficiente para atribuir as espécies de Nycticebus com certeza absoluta, e, portanto, é utilizada a nomenclatura aberta para a identificação da espécie. Com uma largura de 1,82mm, este dente é demasiado pequeno para um primata. Possui forma triangular, suportado por uma única raiz e mostra três cúspides principais, para além de várias cristas. A ausência de uma quarta cúspide, o hipocone, distingue-o de outros primatas prossímios.

## Taxonomia
? Nycticebus linglom foi descrito em 1997 pelos paleontólogos franceses Pierre Mein e Léonard Ginsburg num relatório sobre os mamíferos fósseis do sítio de Li Mae Long (Tailândia). O animal foi descrito a partir de um único dente e, com base em comparações com outros primatas prossímios, Mein e Ginsburg concluíram que os seus ancestrais mais próximos eram os loris do género Nycticebus, atualmente em estado de conservação. Não obstante isso, tendo em conta o pouco material de que se dispõe, a espécie fóssil é provisoriamente atribuída ao género Nycticebus, uma vez proposto o uso da nomenclatura aberta. O nome específico, linglom, significa 'loris' em tailandês.

## Descrição
O único dente conhecido, um terceiro molar superior (M3) conhecido como T Li 41, é muito pequeno, com uma altura de 1,29mm e uma espessura de 1,82 mm. Mein e Ginsburg afirmam que se trata do mais pequeno molar de prossímios conhecido. O dente é triangular e tem uma morfologia simples e reduzida. Possui três cúspides principais, o protocone, o paracone e o metacone, conectados por uma crista. Os cúspides são baixos e arredondados. O metacone, situado na parte posterior do dente, está mais próximo ao protocone, que fica na face lingual anterior, e o paracone, está na face vestibular frontal. O protocone é arredondado na face lingual e está ligado a uma pequena crista na parte posterior e anterior. Na face labial frontal existe uma longa crista, a crista parastilar, que apresenta uma cúspide mais pequena conhecida como a parastila. Pode observar-se algum desgaste na crista parastilar e na parte anterior do dente pode ser visto uma faceta de contacto com o segundo molar superior que o precede. O dente possui uma única raiz, bastante desenvolvida, que apresenta uma série de sulcos, o que sugere que fosse constituída por três raízes mais pequenas fundidas.
?N. linglom é muito mais pequeno que os primatas da família dos Sivaladapinae e, diferentemente dos M3 dos társios, o único fóssil que se conhece tem uma forma reduzida e carece de uma quarta cúspide principal, o hipocone.
Com a sua forma reduzida e triangular, assemelha-se mais com os Lorinae, no entanto, a ausência do hipocone também permite distingui-lo do Loris, do Arctocebus e do Nycticebus pygmaeus. O género fóssil Nycticeboides não apresenta a face lingual arrodondada do protocone presente no ?N. linglom e possui outros cúspides adicionais. Entretanto, o ? N. linglom assemelha-se bastante ao Nycticebus bengalensis, do qual se distingue pelo seu tamanho mais reduzido e pela presença de raízes unidas.

## Distribuição e ecologia
Li Mae Long, o sítio onde o ? N. linglom foi encontrado, data de finais do Mioceno inferior, período correspondente à biozona europeia MN 4 (ca. 18 Ma). Localiza-se na província tailandesa de Lamphun. A fauna fóssil abrange 34 espécies de mamíferos, incluindo o Tarsius thailandica e o Tupaia miocenica. Mein e Ginsburg chegaram à conclusão de que a fauna corresponderia a um meio de floresta tropical perto de um lago raso.